# Christelijke gereformeerde kerk ('s Gravenmoer)
De Christelijke gereformeerde kerk is een voormalig kerkgebouw in de tot de Noord-Brabantse gemeente Dongen behorende plaats 's Gravenmoer, gelegen aan de Waspikse Weg 5.

## Geschiedenis
In 1898 werd de Christelijke gereformeerde gemeente te 's Gravenmoer opgericht. Ook werd in dat jaar de eerste kerkdienst gehouden. Een eigen kerkgebouw kwam omstreeks 1900 tot stand. Het betrof een sobere schuurkerk met neogotische stijlelementen. In 1905 kwam er een eigen dominee.
In 1923 werd de bakstenen voor-en achtergevel gebouwd. Het kerkje bleef als zodanig dienst doen tot 1973 waarna een nieuwe kerk werd betrokken die meer centraal in het dorp lag.
De oude kerk werd ingericht als woonhuis,